# Eric Ladin
Eric Ladin (Houston, 16 febbraio 1978) è un attore statunitense.

## Biografia
Nato a Houston in Texas, dopo il diploma segue la sua passione più grande e inizia a studiare recitazione prendendo parte a episodi minori in serie televisive dal 2000 al 2003, fino al suo primo ruolo di rilievo nel film La casa dei massacri (2004).

## Filmografia

### Cinema
- La casa dei massacri (Toolbox Murders), regia di Tobe Hooper (2004)
- Cursed - Il maleficio (Cursed), regia di Wes Craven (2005)
- Duck, regia di Nicole Bettauer (2005)
- Left in Darkness, regia di Steven R. Monroe (2006)
- Bar Starz, regia di Michael Pietrzak (2008)
- Highland Park, regia di Andrew Meyeran (2013)
- Annabelle, regia di John R. Leonetti (2014)
- American Sniper, regia di Clint Eastwood (2014)
- Operazione Valchiria 2 - L'alba del Quarto Reich (Beyond Valkyrie: Dawn of the 4th Reich), regia di Claudio Fäh (2016)
- 10050 Cielo Drive (Wolves at the Door), regia di John R. Leonetti (2016)
- La ragazza della palude (Where the Crawdads Sing), regia di Olivia Newman (2022)

### Televisione
- Boston Public – serie TV, episodio 1x18 (2001)
- CSI: Miami – serie TV, episodio 1x20 (2003)
- NCIS - Unità anticrimine (NCIS) – serie TV, episodio 1x07 (2003)
- E.R. - Medici in prima linea (Er) – serie TV, episodio 11x16 (2005)
- Cold Case - Delitti irrisolti (Cold Case) – serie TV, episodio 3x04 (2005)
- Surface - Mistero dagli abissi – serie TV, 4 episodi (2005)
- Shark - Giustizia a tutti i costi (Shark) – serie TV, episodio 1x14 (2007)
- The Unit – serie TV, episodio 2x17 (2007)
- Veronica Mars – serie TV, episodio 3x16 (2007)
- Generation Kill – serie TV, 7 episodi (2008)
- Bones – serie TV, episodio 4x08 (2008)
- My Best Friend's Girl, regia di Mike Sikowitz – film TV (2008)
- Mad Men – serie TV, 4 episodi (2008-2009)
- The Mentalist – serie TV, episodio 2x06 (2009)
- Big Love – serie TV, 3 episodi (2010)
- CSI - Scena del crimine (CSI: Crime Scene Investigation) – serie TV, episodio 10x20 (2010)
- Criminal Minds – serie TV, episodio 5x21 (2010)
- Miami Medical – serie TV, episodio 1x08 (2010)
- Dark Blue – serie TV, episodio 2x05 (2010)
- Suits – serie TV, episodio 1x02 (2011)
- Castle – serie TV, episodio 4x08 (2011)
- The Killing – serie TV, 26 episodi (2011-2012)
- Justified – serie TV, episodio 3x03 (2012)
- Law & Order - Unità vittime speciali (Law & Order: Special Victim Units) – serie TV, episodio 13x23 (2012)
- Motorcity – serie TV, 3 episodi (2012)
- Mudcats – serie TV, 22 episodi (2012-2013)
- Dexter – serie TV, episodio 8x12 (2013)
- Boardwalk Empire - L'impero del crimine (Boardwalk Empire) – serie TV, 7 episodi (2013)
- NCIS: Los Angeles – serie TV, episodio 5x05 (2013)
- Grey's Anatomy – serie TV, episodio 10x07 (2013)
- The Brink – serie TV, 10 episodi (2015)
- Lucifer – serie TV, episodio 2x02 (2016)
- Longmire – serie TV, 4 episodi (2016-2017)
- Rosewood – serie TV, episodio 2x15 (2017)
- Lethal Weapon – serie TV, episodio 2x01 (2017)
- Bosch – serie TV, 14 episodi (2017-2021)
- Six – serie TV, 10 episodi (2018)
- Shooter – serie TV, 5 episodi (2018)
- Impulse – serie TV, 6 episodi (2019)
- For All Mankind – serie TV, 6 episodi (2019)
- Magnum P.I. – serie TV, episodio 3x03 (2020)
- The Right Stuff - Uomini veri (The Right Stuff) – serie TV, 8 episodi (2020)
- Ozark – serie TV, 3 episodi (2022)
- The Cleaning Lady – serie TV, episodi 1x07, 1x10 (2022)
- NCIS: Hawai'i – serie TV, episodio 2x04 (2022)

## Doppiatori italiani
Nelle versioni in italiano delle opere in cui ha recitato, Eric Ladin è stato doppiato da:
- Davide Perino in Suits, Longmire, The Brink
- Corrado Conforti in CSI: Miami, Generation Kill
- Massimiliano Alto in Annabelle, La ragazza della palude
- Davide Lepore in Criminal Minds, Law & Order - Unità vittime speciali
- David Chevalier in Castle, The Killing
- Fabrizio Manfredi in Grey's Anatomy, Lucifer
- Daniele Raffaeli in Ozark, 9-1-1
- Giorgio Milana in NCIS - Unità anticrimine
- Fabrizio De Flaviis in Cold Case - Delitti irrisolti
- Simone Veltroni in Shark - Giustizia a tutti i costi
- Manfredi Aliquò in The Unit
- Emiliano Coltorti in Mad Men
- Luigi Ferraro in CSI - Scena del crimine
- Francesco Meoni in Boardwalk Empire - L'impero del crimine
- Gianfranco Miranda in NCIS: Los Angeles
- Riccardo Scarafoni in Dexter
- Marco Bassetti in Bones
- Oliviero Dinelli in 10050 Cielo Drive
- Carlo Scipioni in Bosch (st. 3, 5)
- Daniele Di Matteo in Shooter
- Paolo Vivio in Stumptown
- Gianluca Cortesi in Magnum P.I.
- Gabriele Sabatini in The Right Stuff - Uomini veri
- Luca Graziani in NCIS: Hawaii
- Edoardo Persia in Bosch: L'eredità

Da doppiatore è stato sostituito da:
- Jacopo Calatroni in Call of Duty: Infinite Warfare